# USS Device (AM-220)
USS Device (AM-220) – trałowiec typu Admirable służący w United States Navy w czasie II wojny światowej. Służył na Pacyfiku.
Okręt został zwodowany 21 maja 1944 w stoczni Tampa Shipbuilding Co. w Tampa, matką chrzestną była P. K. Kennedy. Jednostka weszła do służby 7 lipca 1944, pierwszym dowódcą został Lieutenant R. Remage, Jr., USNR.
Brał udział w działaniach II wojny światowej. Oczyszczał z min wody Dalekiego Wschodu po wojnie. Sprzedany Meksykowi, gdzie służył jako D-11 (E 1).

## Odznaczenia
„Device” otrzymał 3 battle star za służbę w czasie II wojny światowej.